# Gottfried Jacob Alexander Wagner-Lindheimer
Gottfried Jacob Alexander Wagner(-Lindheimer) (* 30. August 1796 in Frankfurt am Main; † 15. September 1874 ebenda) war ein Politiker der Freien Stadt Frankfurt.
Wagner war Handelsmann in Frankfurt am Main. Er war Teilhaber der Firma Schulze, Salzwedel & Wagner, später Schulze & Wagner; diese handelte mit Wein. Von 1833 bis 1840 war er Mitglied der Frankfurter Handelskammer.
Er gehörte von 1838 bis 1848 sowie von 1852 bis 1862 dem Gesetzgebenden Körper an. Von 1844 bis 1866 war er Mitglied der Ständigen Bürgerrepräsentation der Freien Stadt Frankfurt.